# جعفر ماجد
جعفر ماجد الهذيلي  : شاعر وباحث وأستاذ جامعي تونسي ولد بالقيروان سنة 1940 وتوفي يوم 14 ديسمبر 2009 عن عمر يناهز 69 سنة. 
بدأ ماجد دراسته بحفظ القرآن الكريم، ثم واصل تعليمه بالمدرسة العربية الفرنسية، وبدار المعلمين، ثم بدار المعلمين العليا، حيث حصل على ليسانس في الأدب العربي 1963, ثم تابع دراسته العليا في باريس بجامعة السوربون وحصل على دبلوم الدراسات العليا عام 1964، وشهادة التبريز في العربية عام 1965، أعقبها حصوله على دكتوراه الدولة في الآداب والعلوم الإنسانية عام 1977 بأطروحة حول الصحافة الأدبية في تونس منذ نشأتها إلى حلول الاستقلال.
عمل الراحل أستاذاً بكلية الآداب بجامعة تونس، كما عرفته الإذاعة التونسية كواحد من أبرز نجومها حيث حظيت بحضوره الدائم من خلال إنتاجه لعدة برامج ثقافية وفكرية بالإذاعة التونسية، من بينها «آخر ما ظهر» و«ديوان الصبابة» و«بين الشعر والخيال» و«أغنية وقصيدة».
وساهم في تأسيس اتحاد الكتاب التونسيين كما كان عضواً سابقاً للهيئة المديرة له، وعضو في العديد من لجان التحكيم الأدبية والثقافية التونسية والعربية، وعضو هيئات تحرير عدة مجلات أدبية، وعدد من الجمعيات والهيئات الأدبية والثقافية، وتوج عمله الصحفي بتأسيس مجلة «رحاب المعرفة»، وساهم الشاعر الراحل في تطوير الأغنية التونسية فكتب لعدد من كبار المطربين والمطربات.
كرم جعفر ماجد من رئيس الجمهورية التونسية حيث حصل على الجائزة التقديرية للآداب، والصنف الأكبر من وسام الاستحقاق الوطني في قطاع الثقافة والجائزة التقديرية في ميدان الآداب والعلوم الإنسانية، كما حظي بالتكريم من قبل عدة جمعيات ثقافية ومنظمات أدبية.
صدر له عدة مجموعات شعرية هي "نجوم على الطريق"، و"غدا تطلع الشمس"،  و"الأفكار"، و"تعب"، هذا إلى جانب عدة مؤلفات ففي مجال الدراسات الأدبية والفكرية أصدر العديد من الكتب نذكر منها "فصول في الأدب والثقافة، والمعاني والمغاني، ومحمد النبي الإنسان، والمتنبي ماليء الدنيا وشاغل الناس، والرسائل، والقيروان في قلوب الشعراء، وكان أخر هذه الكتب هو ما قدمه قبل رحيله وهو كتاب "أنطولوجيا قيروانية من البداية إلى اليوم".

## في حب القيروان
جمع الراحل بين كل من الإبداع الشعري والدراسات النقدية والبحوث الأدبية، وقدم العديد من القصائد الرائعة على مدار حياته والتي تميزت بسلاستها وزخرت بالعديد من المشاعر والمعاني المعبرة والصادقة قدم القصيدة العمودية الكلاسيكية كما كتب الشعر المنثور، وشغل الوطن حيزا كبيرا من اهتمامه فقدم العديد من الأشعار في وطنه تونس، ومدينته القيروان حيث أهداهم من أشعاره أجمل الدرر فمما قاله:
أخلصتك الحب في سري وفي علني= وهمت فيك هياما غير متزن
وعشت بين رباك الخضر منتقلا=كأنني طائر يشدو على فنن
زرعت فيك ورودا ليس يذبلها = ولا يريق شذاها عاصف الزمن
وجاءت «القيروان» كعنوان لأكثر من قصيدة له مثل «قيروان أنت فخر الزمان»، «في ظلال القيروان»، و«رسالة القيروان» التي قال فيها:
قيرواني يطول عنك غيابي
ويمرّ الزمان مرّ السحاب
لا تزيدي فقد عتبت كثيرا
وتقبلت كل هذا العتاب
يا ربوعا عشقت فيها بلادي
لست أنساك رغم طول اغترابي
وعن القيروان أيضاً يقول
غرام يشدّ جفوني إليكم كأهداب شمس إلى الله تنظر
وشيء أحس به في كياني يهدهد عيني مثل المخدّر
يقول في قصيدته «الساحرة» وهي واحدة من أشهر قصائده تخاطب فيه محبوبة حبيبها..
لأنك لم تعرف الحب قبلي
لأن النساء على كل لون وشكل
لأن البساتين لا تنبت الورد في كل فصل
وأن الطبيعة لا تمنح الخصب في كل حقل
لأني أحب بعنف
وأطلب في العنف مثلا بمثل
فاني سأقتلك اليوم حبا
وحبك يعني كذلك قتلي

## أعماله
- نجوم على الطريق، الدار التونسية للنشر: تونس، 1968
- بغية الآمال في معرفة مستقبلات الأفعال لأبي جعفر اللبلي، الدار التونسية للنشر: تونس، 1972 (تحقيق)
- غدا تطلع الشمس، الشركة التونسيه للتوزيع: تونس، 1974
- الطاهر الحداد، الشركة التونسيه للتوزيع: تونس، 1979
- الصحافة الأدبية بتونس، منشورات الجامعة التونسيّة: تونس، 1980 (بالفرنسية)
- ابن زيدون، (بالاشتراك مع الطيب العشاش)، الشركة التونسيه للتوزيع: تونس، 1980
- الأفكار، دار ابن عبد الله للنشر: تونس، 1981
- فصول في الأدب والثقافة، الدار العربية للكتاب: تونس، 1984
- كتاب المعاني والمغاني: أغنية وقصيد، دار التركي للنشر، 1990
- محمد النبي الإنسان، منشورات بيت الحكمة، 1991
- تعب، دار سيراس للنشر، تونس، 1993
- تاريخ الأدب التونسي الحديث والمعاصر، (بالاشتراك مع محمد الصالح الجابري وأحمد ممو)، منشورات بيت الحكمة: قرطاج، 1993
- العروض الواضح (عرض ميسر لعلم العروض)، منشورات «رحاب المعرفة»: تونس، 1995
- كتاب في علم العروض، لأبي الحسن العروضي، دار الغرب الإسلامي: بيروت، 1995 (تحقيق)
- كتاب صنعة الشعر، لأبي سعيد السيرافي، دار الغرب الإسلامي: بيروت، 1997 (تحقيق)
- ثوار إفريقية: أعلام المقاومة بتونس في العصور الإسلاميّة، منشورات «رحاب المعرفة»: تونس، 1997
- المتنبي ماليء الدنيا وشاغل الناس، منشورات «رحاب المعرفة»: تونس، 1997
- نزار قباني في عيون النقاد، منشورات «رحاب المعرفة»: تونس، 1999
- المنزع العقلي في الأدب العربي من خلال الجاحظ والتوحيدي والمعري، منشورات «رحاب المعرفة»: تونس، 2000
- الأعمال الشعرية، منشورات «رحاب المعرفة»: تونس 2001
- الرسائل: رسائل إلى الشعراء والكتاب العرب في الزمن الغابر، منشورات «رحاب المعرفة»: تونس، 2003
- أنطولوجيا قيروانية: من البداية إلى اليوم، منشورات بيت الحكمة: قرطاج، 2009
- القيروان في قلوب الشعراء، منشورات بيت الحكمة: قرطاج، 2009

### برامج إذاعية
- آخر ما ظهر، الإذاعة التونسية
- ديوان الصبابة، الإذاعة التونسية
- بين الشعر والخيال، الإذاعة التونسية
- أغنية وقصيدة، الإذاعة التونسية

## ببليوغرافيا
- جعفر ماجد، مجموعة مؤلفين، منشورات بيت الحكمة: قرطاج، 2012